# Cameron Jerome
Cameron Zishan Rana-Jerome (Huddersfield, 14 augustus 1986) is een Engels voetballer die bij voorkeur als aanvaller speelt. Hij tekende in augustus 2014 een in eerste instantie driejarig contract bij Norwich City, dat hem voor een niet bekendgemaakt bedrag overnam van Stoke City.

## Clubcarrière
Jerome maakte zijn profdebuut voor Cardiff City op 2 oktober 2004 tegen Leeds United. In twee seizoenen maakte hij 24 doelpunten in 73 wedstrijden voor de Welshe club. Op 31 mei 2006 tekende Jerome een contract bij Birmingham City. Hij debuteerde op 5 augustus tegen Colchester United. In zijn debuutwedstrijd werd hij na vijf minuten van het veld werd gestuurd na een vermeende elleboogstoot. In vijf seizoenen scoorde Jerome 37 keer in 181 wedstrijden voor The Blues. Op 31 augustus 2011 tekende Jerome een vierjarig contract bij Stoke City. Hij scoorde bij zijn debuut in de Europa League, tegen Dynamo Kiev.
Als speler van Norwich City scoorde hij op maandag 25 mei 2015 in de finale van de play-offs promotie/degradatie tegen Middlesbrough (2-0), waardoor zijn club na één seizoen terugkeerde in de Premier League. De andere treffer kwam op naam van Nathan Redmond.

## Erelijst
| League Cup | 1x | 2010/11 |

1 Baxter ·
2 Jones ·
3 Iredale ·
4 Thomason ·
5 Santos  ·
6 Johnston ·
7 Mendes ·
8 Sheehan ·
9 Böðvarsson ·
10 Charles ·
11 Nlundulu ·
12 Dacres-Cogley ·
13 Coleman ·
14 Adeboyejo ·
15 Forrester ·
16 Morley ·
17 Ogbeta ·
18 Toal ·
19 Maghoma ·
20 Ramsay ·
21 Taylor ·
22 Dempsey ·
26 Ashworth ·
27 Williams ·
28 Collins ·
35 Jerome ·
39 Carty ·
41 Matheson ·
Coach: Evatt
· Assistent-coach: Atherton
· Assistent-coach: Craddock